# Betty Veizaga
Natividad Betty Veizaga Siles (* 1957 in Vacas, Cochabamba) ist eine bolivianische Musikerin.
Sie spielt Charango und Ronroco und singt vor allem in Quechua.
Sie begann in den lokalen Radiosender von Vacas und sie ist ein Mitglied der Grupo Pukaj Wayra mit ihren Geschwistern, und Duette Takiytinku mit ihrem Ehemann Rufo Zurita und Quilla Zurita mit ihrer Tochter.

## Diskografie

### Betty Veizaga + Grupo Pukaj Wayra
- Ama Sua, Ama Qhella, Ama Llulla, Lyrichord disc - Vereinigte Staaten, 1981.
- Vi bygger en skola, 1987.
- Vaqueñita, Lauro - Bolivien, 1993.
- Tinkuy, Lauro - Bolivien, 1994
- Así es mi tierra, Lauro - Bolivien, 1997; Sol de los Andes - Ecuador, 1998.
- Con sentimiento a mi tierra, Lauro - Bolivien, 1999.
- Canta conmigo ..., Lauro - Bolivien, 2000.
- El valluno cholero, Bolivien.

### Betty - Quilla + Grupo Pukaj Wayra
- Nuestra ilusión, Lauro - Bolivien, 2003.
- A mi Bolivia, Bolivien, 2009.

### Betty - Quilla
- Con lo mejor y algo más, Bolivien

### Dúo Takiytinku (Rufo Zurita - Betty Veizaga)
- Un encuentro de canto tradicional, Bolivien
- El valluno cholero, Bolivien.
- Lo Nuevo, lo Mejor de Pukay Wayra, Bolivien.
- Soledad, Bolivia, 2010.

### Betty Veizaga + Rolando Quinteros
- Carnavaleando con..., Bolivien.